# Saint-Genest-de-Contest
Saint-Genest-de-Contest – miejscowość i gmina we Francji, w regionie Oksytania, w departamencie Tarn. Nazwa miejscowości pochodzi od imienia św. Genezjusza.
Według danych na rok 1990 gminę zamieszkiwało 279 osób, a gęstość zaludnienia wynosiła 20 osób/km² (wśród 3020 gmin regionu Midi-Pireneje Saint-Genest-de-Contest plasuje się na 786. miejscu pod względem liczby ludności, natomiast pod względem powierzchni na miejscu 825.).